# 白石カルシウム
白石カルシウム株式会社（しらいしかるしうむ、英名: Shiraishi Calcium Kaisha, Ltd.）は、大阪府大阪市北区と東京都中央区に本社（登記上の本店は大阪市北区）を置く、日本の専門商社である。略称は白カル（しらかる）。

## 概要
工業用品を主軸に食品、畜産、農業から医薬品、化粧品まで幅広い分野で商品を販売する化学専門商社。

## 沿革
- 1909年（明治42年）9月 - 創業者・白石恒二が「白石式軽微性炭酸カルシウムの製造方法」を完成し、弟・白石正三とともに広島市に白石兄弟商会を設立。
- 1914年（大正3年）6月 - 「白石式軽微性炭酸カルシウム製造方法」の特許を取得[3]。
- 1919年（大正8年） 11月 - 白石工業株式会社を設立。
- 1937年（昭和12年）10月 - 三重ドロマイト工業株式会社を設立。
- 1937年（昭和12年）11月 - 白石工業の貿易部門が独立し、白石商事株式会社として設立。
- 1959年（昭和34年）5月 - 姉妹会社である栄養カルシウム興業株式会社および三国工産株式会社を吸収合併し、白石カルシウム株式会社に社名変更。
- 1968年（昭和43年）5月 - 大阪市北区同心に本社ビルを新築移転。
- 1974年（昭和49年）4月 - 台石股份有限公司を設立。
- 1975年（昭和50年）4月 - 韓石インターナショナル株式会社を設立。
- 1990年（平成2年）10月 - 三重ドロマイト工業が株式会社ケムテックに社名変更。
- 1990年（平成2年）10月 - アグロケミコ株式会社を設立。
- 1992年（平成4年）8月 - 白石マレーシア株式会社を設立。
- 1993年（平成5年）3月 - ケムテックがアグロケミコを吸収合併し、アグロケミテック株式会社に社名変更。
- 1998年（平成10年）1月 - 白石カルシウムタイランド株式会社を設立。
- 1999年（平成11年）2月 - シマンドエンタープライズが白石カルシウムシンガポール株式会社に社名変更。
- 2003年（平成15年）8月 - 白石カルシウム（上海）国際貿易有限公司を設立。
- 2006年（平成18年）
  - 1月 - 上海東武橡胶中心有限公司に資本参加。
  - 7月 - 白雲石工業株式会社を子会社化。
- 2010年（平成22年）7月 - 白石カルシウム（香港）有限公司を設立。
- 2010年（平成22年）11月 - 白石カルシウム（インディア）株式会社を設立。
- 2015年（平成27年）3月 - 白石オートプロファイルズ（タイランド）株式会社を設立。
- 2016年（平成28年）11月 - 白石工業本社と白石カルシウム本社を大阪市北区中之島に統合。

## グループ会社
- 白石工業
- 白石中央研究所

## 関連会社
- アグロケミテック
- 白雲石工業
- 韓石インターナショナル
- 上海東武橡胶中心
- 白石オートプロファイルズ
- 白石カルシウム(インディア)
- 白石カルシウムインドネシア
- 白石カルシウム(上海)国際貿易
- 白石カルシウムシンガポール
- 白石カルシウムタイランド
- 白石カルシウム(香港)
- 白石カルシウムマレーシア
- 台石股份有限公司